# Boudewijn Maes
Boudewijn Polydore Maes (Gent, 10 januari 1873 - Sint-Martens-Latem, 18 november 1946) was een Belgisch volksvertegenwoordiger. 

## Levensloop
Maes was beroepshalve werkzaam bij de Belgische telegrafie. Hij werd er actief als organisator van een Vlaamse drukkingsgroep binnen de ambtenarij. In 1912 werd hij lid van het geheime genootschap Vlaamsche Veem.
In 1914 oordeelde hij dat de Vlamingen zeker geen medewerking van de Duitsers mochten aanvaarden, omdat dit na de oorlog in hun voordeel zou uitvallen. Hij verzette zich hevig tegen het activisme, waardoor hij in mei 1915 werd gevangengezet.
Na de oorlog kwam hij aan het hoofd van Het Vlaamsche Front in Gent. In 1919 werd hij verkozen tot Vlaams-nationalistisch lid van de Kamer van volksvertegenwoordigers voor het arrondissement Gent-Eeklo. Hij bleef dit mandaat vervullen tot in 1921, maar werd daarna niet meer herkozen. In het parlement bleek hij een zwakke verkozene te zijn.
Hij stichtte in 1926 de Vlaamsch-Nationale Partij, die niet van de grond kwam. Ook had Maes van 1926 tot 1931 de redactionele leiding over De Voorpost, het weekblad van de Vlaamsch-Nationale Partij. De evolutie naar Duitsgezindheid binnen het VNV en naar het fascisme bij dit VNV en bij het Verdinaso, konden de vrijzinnige Maes niet bekoren. Hij trok zich terug uit het Vlaams-nationalisme en evolueerde naar een vaag communisme.